# The Story So Far (singel)
The Story So Far – singel polskiej piosenkarki popowej Edyty Górniak promujący album Invisible, wydany w 2003 roku przez wydawnictwo muzyczne Virgin Records. Singel został wydany na terenie całej Europy.
Twórcami kompozycji są Paul Wilson, Andy Watkins oraz Tracy Ackerman, natomiast produkcją zajęła się grupa Absolute.
Singel dotarł do 18. pozycji notowania listy przebojów w Czechach oraz #70 w notowaniu airplay w Niemczech

## Lista utworów
Opracowano na podstawie materiału źródłowego.
1. „The Story So Far” (Uptempo Radio Mix) – 4:13
2. „The Story So Far” (7th District Radio Story) – 4:09
3. „The Story So Far” (Lee Dagger Remix) – 3:48
4. „The Story So Far” (Album Version) – 4:26